# ميخائيل لونش (عالم اجتماع)
ميخائيل لونش (بالإنجليزية: Michael Lynch)‏ هو عالم اجتماع بريطاني، ولد في 17 أكتوبر 1948.